# Miloš Dokulil
Miloš Dokulil (ur. 7 lipca 1912 w miejscowości Ctidružice, zm. 2 listopada 2002 w Pradze) – czeski językoznawca, specjalista z zakresu słowotwórstwa.

## Życiorys
Urodził się 7 lipca 1912 w położonej na Morawach miejscowości Ctidružice. Szkołę podstawową i gimnazjum (to samo co starszy o 12 lat wybitny poeta Vitězslav Nezval) ukończył w Třebíčy.
W 1931 rozpoczął studia na Uniwersytecie w Brnie. Razem z nim studiowali późniejsi znakomici lingwiści Alois Jedlička i Josef Hrabák. Program jego studiów obejmował bohemistykę, slawistykę, germanistykę i indoeuropeistykę. W 1936 wyjechał do Kopenhagi kontynuować studia językoznawcze. Po II wojnie światowej, w 1948 na zaproszenie Bohuslava Havránka zaczął pracę w Instytucie Języka Czeskiego Czechosłowackiej Akademii Nauk w Pradze. Wtedy przeniósł się na stałe do stolicy Czechosłowacji, pozostał jednak lokalnym morawskim patriotą. Zmarł 2 listopada 2002. 8 listopada został pochowany na Cmentarzu Strašnickim w Pradze.
Jego najważniejszym dziełem jest dwutomowa monografia o czeskim słowotwórstwie: Tvoření slov v češtině 1 (Teorie odvozování slov), Praga, 1962 i Tvoření slov v češtině 2 (Odvozování podstatných jmen), Praga, 1967.